# Anthea Stewart
Anthea Stewart (Blantire, 20 de novembro de 1944) é uma jogadora hóquei sobre a grama zimbabuana, campeã olímpica.

## Carreira
Stewart integrou a Seleção Zimbabuana de Hóquei sobre a grama feminino nos Jogos Olímpicos de Verão de 1980 em Moscou, quando conquistou a medalha de ouro ao se consagrar campeã após finalizar as cinco rodadas da disputa em primeiro lugar, com nove pontos. Anteriormente, representou a África do Sul entre 1963 e 1974. Ela foi ao mesmo tempo jogadora e treinadora da equipe do Zimbabwe.